# Dihydrocarveol
Dihydrocarveol ist eine Flüssigkeit mit einem blumig-minzigen Geruch. Es handelt sich um einen monocyclischen Monoterpen-Alkohol. 

## Vorkommen

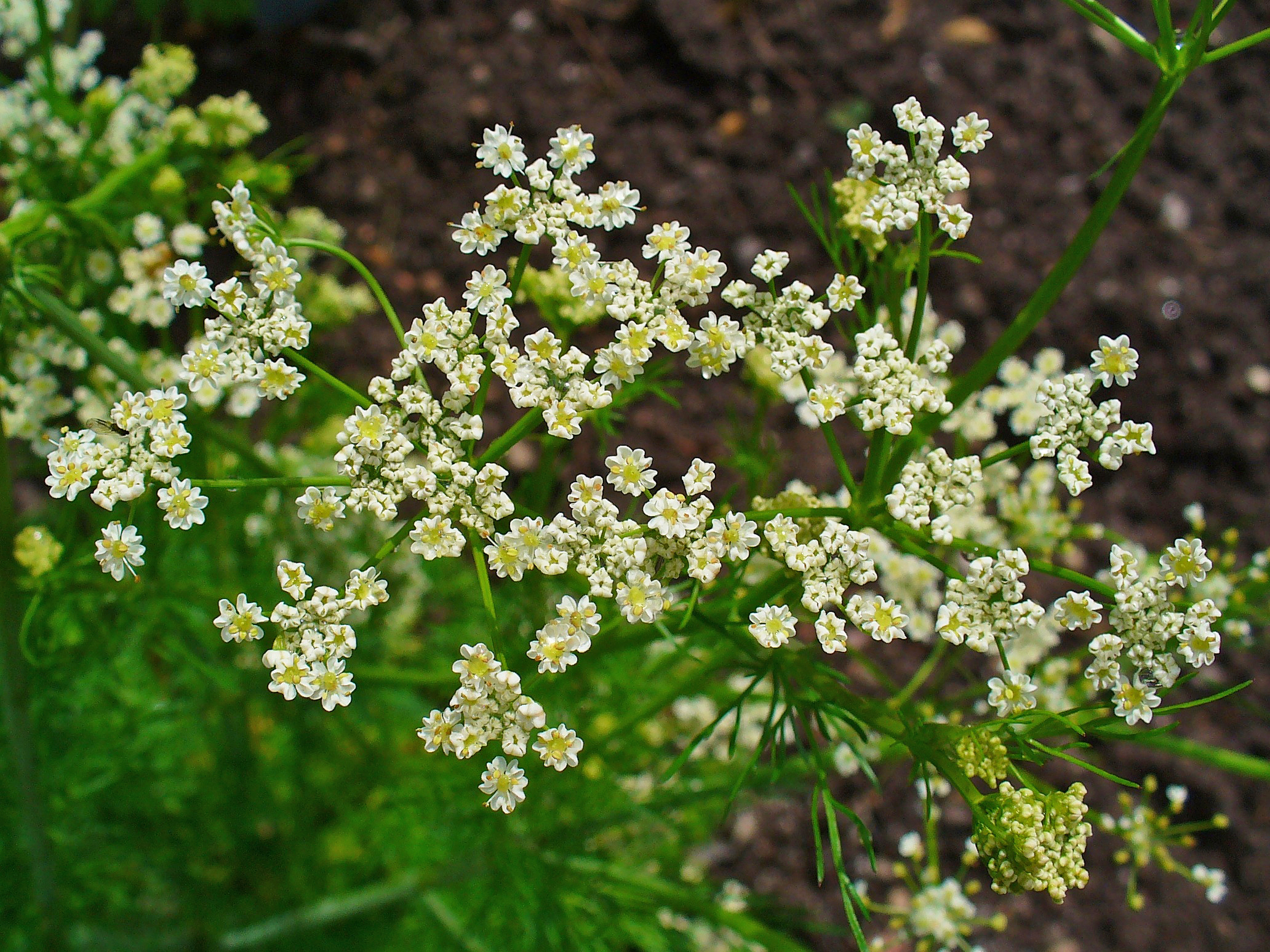
Dihydrocarveol ist ein typischer Bestandteil des ätherischen Öls aus Kümmel

Es kommt unter anderem in Kümmel (Carum carvi), Pfeffer (Piper nigrum), Türkischem Oregano (Origanum onites), Sellerie (Apium graveolens), Thymian (Thymus capitatus), Rossminze (Mentha longifolia), Grüner Minze (Mentha spicata) und Meerträubel (Ephedra sinica) vor. 

## Eigenschaften
In Wasser ist Dihydrocarveol unlöslich, in Ethanol hingegen gut löslich. Der Flammpunkt der Flüssigkeit liegt bei 93,8 °C. Es ist ein einwertiger, sekundärer Alkohol, weil eine Hydroxygruppe an ein Kohlenstoffatom gebunden ist, das wiederum an zwei Kohlenstoffatome gebunden ist.

## Gewinnung und Darstellung
Eine rekombinante Enoatreduktase LacER aus Lactobacillus casei katalysiert die Reduktion von (R)-Carvon und (S)-Carvon zu (2R,5R)-Dihydrocarvon und (2R,5S)-Dihydrocarvon, die durch eine Carbonylreduktase aus Sporobolomyces salmonicolor SSCR oder Candida magnolia CMCR weiter zu Dihydrocarveolen reduziert wurden.